# Mario + The Lapins Crétins: Kingdom Battle
Mario + The Lapins Crétins: Kingdom Battle (titre en anglais : Mario + Rabbids Kingdom Battle) est un jeu vidéo de tactique au tour par tour co-développé en collaboration et co-lead par les studios Ubisoft Paris et Ubisoft Milan sur Nintendo Switch sorti le 29 août 2017 dans le monde entier. Il s'agit d'un crossover entre la franchise Mario et celle des Lapins crétins.

## Trame

### Univers
L'aventure de Mario + The Lapins Crétins: Kingdom Battle prend place dans le Royaume Champignon, de la série Super Mario, mélangé avec le monde des Lapins crétins. Le royaume est divisé en quatre mondes, tous accessibles en canon depuis le Château de Peach. Le premier, les Jardins Antiques, est une vaste plaine composée d'une prairie, d'une épaisse forêt et d'une montagne constituée de cubes et de blocs. Le deuxième monde est le Désert Sorbet, qui tire son nom de la confusion d'un désert et d'un glacier. Le troisième monde, nommé Frousselande, est un environnement plutôt lugubre entouré de marécages et de cimetières. Enfin, le quatrième monde est le Lac de Lave, usine d'arme nichée au cœur d'un volcan.

### Personnages
Le joueur incarne une équipe composée de trois personnages, dont le capitaine est Mario. Ainsi, bien que trois personnages soient disponibles au début du jeu, d'autres viennent grossir les rangs au fur et à mesure de l'avancée du joueur dans l'aventure.
Au total, huit personnages sont jouables, quatre d'entre-eux étant issus de la série Super Mario et les quatre autres de l'univers des Lapins crétins. Ils disposent tous d'attributs, d'armes et de capacités différentes que le joueur doit maîtriser pour pouvoir adapter sa stratégie. Ainsi, Mario, Luigi, Peach et Yoshi peuvent être incarnés aux côtés de leurs « imitations » façon Lapins crétins.
Les Lapins crétins
La collaboration entre Nintendo et Ubisoft a donné naissance à quatre Lapins crétins présentant de fortes ressemblances physiques avec les personnages de la série Super Mario. Ils sont ainsi au nombre de quatre, et chacun d'entre-eux dispose d'un caractère propre, d'armes différentes et de capacités uniques.
- Lapin Peach : ce personnage haut en couleur est une fervente admiratrice de Mario. Imitant la princesse Peach, qu'elle jalouse, elle se considère comme étant la plus belle du champ de bataille. Adepte des selfies, elle profite de toutes les situations, même critiques, pour en réaliser abondamment avec son smartphone. Au combat, celle-ci se sert de son blaster pour attaquer à distance et de sa sentinelle pour générer des explosions. Elle dispose également de pouvoirs curatifs, faisant d'elle une guérisseuse de choix dans l'équipe[7].
- Lapin Luigi : assez timide et plutôt naïf, ce Lapin se cacherait presque dans ses vêtements aux couleurs de Luigi un peu trop grands pour lui. En combat, il attaque ses adversaires avec son bworb et sa roquette. Avec ses talents de magicien, il est également doué pour les altérations de statut[8].
- Lapin Mario : imitation de Mario, ce Lapin n'hésite pas à rentrer dans le rôle du personnage auquel il ressemble pour se prendre pour un héros. Il a le goût du combat, et élimine ses adversaires à distance à l'aide de son fusil ou proches avec son marteau[9].
- Lapin Yoshi : bien que présentant des similitudes physiques avec Yoshi, Lapin Yoshi n'a cependant pas tout à fait le même caractère que lui. En effet, celui-ci est un peu fou et assez fonceur. En combat, il pilonne ses adversaires avec son anéantisseur et provoque des explosions avec son explo-canard[10].

### Histoire
L'histoire commence dans une chambre où une jeune fille, fan de l’univers Mario et surdouée en informatique, a mis au point des lunettes technologiquement avancées qui permettent, entre autres, de fusionner des objets. Alors qu'elle est à peine sortie de sa chambre, les Lapins crétins débarquent à bord de la machine à voyager dans l'espace-temps (qui est toujours un lave-linge) et investissent les lieux. L'un des lapins trouve les lunettes et les met, et après avoir fusionné quelques objets, il crée accidentellement un vortex qui aspire tous les lapins et objets des alentours, et les transportent dans le monde de Mario.
Au même moment, dans le Royaume Champignon, Mario, accompagné de son frère Luigi, de Yoshi, de la princesse Peach et des habitants du Royaume Champignon, sont en train d'inaugurer une statue à l'effigie de la princesse. Soudain, le vortex apparaît et aspire tout le monde présent sur les lieux. Il disperse ainsi les lapins et tous les autres personnages dont Mario dans le Royaume Champignon (dont les paysages sont à présent altérés par les nombreux objets recrachés). Après avoir rencontré BEEP-0, le robot inclus dans les lunettes, Mario et ses amis, accompagnés de quatre lapins déguisés comme eux, se lancent à la recherche de Spawny (le lapin qui a fusionné avec les lunettes), aidés aussi d'un mystérieux "fan" qui a eu entre-temps vent des événements. Mais c'est sans compter sur Bowser Jr., bien décidé à profiter de cette aubaine pour conquérir le royaume avec l'aide d'une armée de Lapins crétins corrompus.

## Système de jeu
Mario + The Lapins Crétins: Kingdom Battle est un jeu de rôle tactique au tour par tour. Chaque personnage dispose d'une capacité de base et de son propre arbre de talents. Grâce à celui-ci, il peut développer de nouvelles capacités. Les huit personnages possèdent également des pistolets laser.
Le joueur alterne entre phases d'exploration et batailles. Lors de ces dernières, l'action se réalise au tour par tour, c'est-à-dire qu'une fois le tour du joueur terminé, celui des ennemis prend le relais. Lors de la phase joueur, ce dernier peut réaliser plusieurs actions avec ses personnages. Chaque personnage peut ainsi réaliser un déplacement, une attaque et utiliser une capacité.
Le jeu propose un mode histoire jouable en solo, ainsi qu'un mode multijoueur coopératif à deux joueurs, en local.

## Développement

### Communication
Au début de l'année 2014, l'idée d'un crossover entre la célèbre franchise Mario de Nintendo et les Lapins crétins d'Ubisoft germe dans la tête des développeurs et notamment celle de Davide Soliani, directeur créatif italien d'Ubisoft Milan. Puis l'équipe de David Soliani a l'opportunité de créer un prototype de ce futur jeu pendant une durée de trois semaines sur le moteur Unity. Lorsque Shigeru Miyamoto voit cette proposition, il décide de donner son feu vert, notamment pour le grand respect de la franchise de Nintendo. 
Mario + The Lapins Crétins: Kingdom Battle est développé par Ubisoft Paris et Ubisoft Milan, à l'aide du moteur de jeu appartenant à Ubisoft, Snowdrop.
Le jeu devait initialement être présenté en janvier 2017, lors de l'événement Nintendo Switch. Sa présentation officielle a toutefois été repoussée à l'E3 2017.
En mai 2017, trois semaines avant l'E3, Mario + The Lapins Crétins: Kingdom Battle fait l'objet d'une fuite d'informations,.
Mario + The Lapins Crétins: Kingdom Battle est présenté officiellement en ouverture de la conférence d'Ubisoft à l'E3 2017, en présence de Shigeru Miyamoto, cocréateur de nombreuses franchises Nintendo, dont la franchise Mario, et d'Yves Guillemot cofondateur d'Ubisoft.

### Compatibilité Amiibos
Le jeu est compatible avec les figurines amiibo représentant Mario, Luigi, Yoshi et Peach. Ces derniers permettent d’obtenir une nouvelle arme pour chaque personnage ainsi qu’à la version « Lapin » respective du personnage concerné.

### Contenu additionnel
Tout d'abord annoncé en janvier 2018, puis détaillé le 22 mai 2018, un épisode additionnel, nommé Donkey Kong Adventure, met en scène le personnage de Lapin Peach aux côtés de Donkey Kong, issu de l'univers Donkey Kong, et de Lapin Cranky, la version Lapin Crétin de Cranky Kong, dans un univers inspiré de celui de la série Donkey Kong. Il est disponible depuis le 26 juin 2018.

## Accueil

### Critiques
Le jeu a reçu des critiques très positives grâce à son système de jeu semblable à celui de XCOM 2 mais aussi grâce à l'originalité du titre qui est un crossover entre les franchises Mario et les Lapins crétins. Les sites de compilations de critiques GameRankings et Metacritic lui accordent une moyenne de 85 % calculée respectivement sur cinquante-cinq et cent-trois critiques,.
Par ailleurs, dès la sortie du jeu, les joueurs se sont rapidement pris d'affection pour le personnage de Lapin Peach, qui est devenue un des personnages les plus charismatiques et emblématiques du jeu, notamment grâce à son comportement de « diva », son goût prononcé pour les selfies et ses talents de guérisseuse. Ainsi, face à cette notoriété grandissante, Ubisoft a ainsi réalisé une vidéo la mettant en scène, accompagnée de commentaires recueillis la concernant,.

### Récompenses
Lors des grands salons de jeu vidéo, le jeu a reçu un grand nombre de distinctions. Il a notamment eu deux récompenses lors de l'E3 2017 par les Game Critics Awards qui lui ont donné le prix du meilleur jeu original et celui du meilleur jeu de stratégie. Le jeu a aussi reçu le prix du meilleur de stratégie lors de la Gamescom 2017.

### Ventes
En septembre 2018, 2 millions de copies du jeu ont été vendus. Mario + The Lapins Crétins: Kingdom Battle est alors le jeu non-Nintendo qui s'est vendu le plus sur la console (le jeu ayant été développé par Ubisoft).

## Postérité
À la suite du succès du jeu, Nintendo et Ubisoft ont de nouveau collaboré pour faire apparaître le personnage de Lapin Peach comme danseuse modèle dans Just Dance 2018 sur la chanson Naughty Girl de Beyoncé. Ainsi, cette version alternative de la chanson est exclusive à la version Nintendo Switch.